# Дэвис, Малек
Малек Дэвис (англ. Malek Davis; род. 11 ноября 2000, Сент-Луис, Миссури) — американский баскетболист. Выступает за БК «Гянджа».

## Карьера
Родился 11 ноября 2000 года в Сент-Луис (Миссури). В 2019 году окончил школу колледжа Cardinal Ritter.
В 2024 году окончил Государственный университет Хендерсона по специальности «бизнес и коммуникации».
Разыгрывающий защитник.
С сезона 2019/2020 по 2023/2024 выступал во Втором дивизионе NCAA.
С 2019 по 2022 год выступал за «Drury University».
В сезоне 2019/2020 сыграл во всех 29 играх (5 из них в стартовом составе). В среднем набирал 6,2 очка и 1,7 передачи за игру. Процент трёхочковых — 0,378.
В сезоне 2020/2021 сыграл во всех 21 играх в стартовом составе. Набирал 12,3 очка, 3 передачи, 1,2 перехвата. Процент трёхочковых — 0,355. Попал в символическую сборную лучших новичков конференции «All-Great Lakes Valley».
По результатам сезона 2021/2022 попал во Вторую символическую сборную конференции «All-Great Lakes Valley».
В сезоне 2022/2023 за «Humboldt State» набирал в среднем 14,7 очков, 3,5 передачи, 1,8 подбора за игру. Забил 69 трёхочковых за 26 игр.
В сезоне 2023/2024 сыграл все 27 игр в стартовом составе за «Henderson State». В среднем набирал 14,8 очков, 4,1 передачи. За сезон сделал 112 передач. 2 марта 2024 года в последней игре сезона против «Harding» набрал рекордные 40 очков. В 5 играх набирал по 20 очков.
В сезоне 2024/2025 играл за «Алитус» (Литва), выступавшей в Национальной баскетбольной лиге Литвы. В среднем набирал 16,1 очко, 2 подбора, 3,1 передачи, 1,1 перехвата.
5 марта 2025 года подписал контракт с БК «Гянджа» до конца сезона 2024/2025.